# Понізе
Понізе (пол. Ponizie) — село в Польщі, у гміні Августів Августівського повіту Підляського воєводства.
Населення — 215 осіб (2011).
У 1975-1998 роках село належало до Сувальського воєводства.

## Демографія
Демографічна структура станом на 31 березня 2011 року:
|          | Загалом | Допрацездатний вік | Працездатний вік | Постпрацездатний вік |
| -------- | ------- | ------------------ | ---------------- | -------------------- |
| Чоловіки | 112     | 27                 | 63               | 22                   |
| Жінки    | 103     | 23                 | 57               | 23                   |
| Разом    | 215     | 50                 | 120              | 45                   |